# Васильевская церковь на Новом дворе
Церковь святого Василия на Новом дворе — каменный храм в средневековом Киеве, построенный в эпоху княжения Рюрика Ростиславича. Согласно Ипатьевской летописи, он был построен на княжеском Новом дворе и освящён 1 января 1197 года митрополитом Никифором II, а также белгородским и юрьевским епископом. Этот день считался днём святого Василия, небесного покровителя Рюрика Ростиславича.

## Копырев конец
Согласно основной версии, поддержанной П. А. Раппопортом, Ю. С. Асеевым и Б. А. Рыбаковым, летописный Новый двор находился в Копыревом конце, а Васильевскую церковь следует отождествлять с храмом на его северной оконечности. Его остатки были впервые обнаружены П. А. Лашкарёвым в 1878 году, который ошибочно определил его как храм Симеоновского монастыря. В связи с неточностью фиксации церковь была вторично раскопана и исследована М. К. Каргером в 1949 году. Он определил, что это был небольшой четырёхстолпный одноапсидный храм размерами 11,2x13,6 м. Лопатки фасадов были украшены профилированными пилястрами, очень близкими к профилю пилястр собора Апостолов в Белгороде Киевском, строившегося Рюриком Ростиславичем в те же годы. Вероятно, Васильевская церковь была построена теми же самыми мастерами, в том числе Петром Милонегом. Храм стоял на мысу у края Копырева конца и эффектно смотрелся с Подола. Ю. С. Асеев отмечал, что изящный небольшой храм с хорами для князя хорошо подходил по типу и архитектуре к дворцовой церкви княжеского двора.
Храм был разрушен вследствие монгольского нашествия на Русь. В настоящее время его фундамент находится по адресу Вознесенский спуск 22, где установлена памятная табличка.

## Альтернативные локализации
Локализация Васильевской церкви тесно увязана с локализацией самого Нового двора. Ряд историков придерживались мнения о его нахождении в других местах (в частности, в районе Великого Ярославова двора, возле Кирилловского монастыря, а также близ Софийского собора в городе Ярослава), однако не предложили убедительной привязки Васильевской церкви к какому-нибудь археологическому объекту.

## Галерея

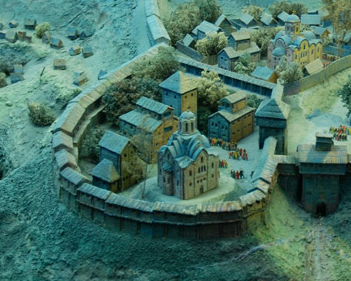
Васильевская церковь на Новом дворе на диораме Киева
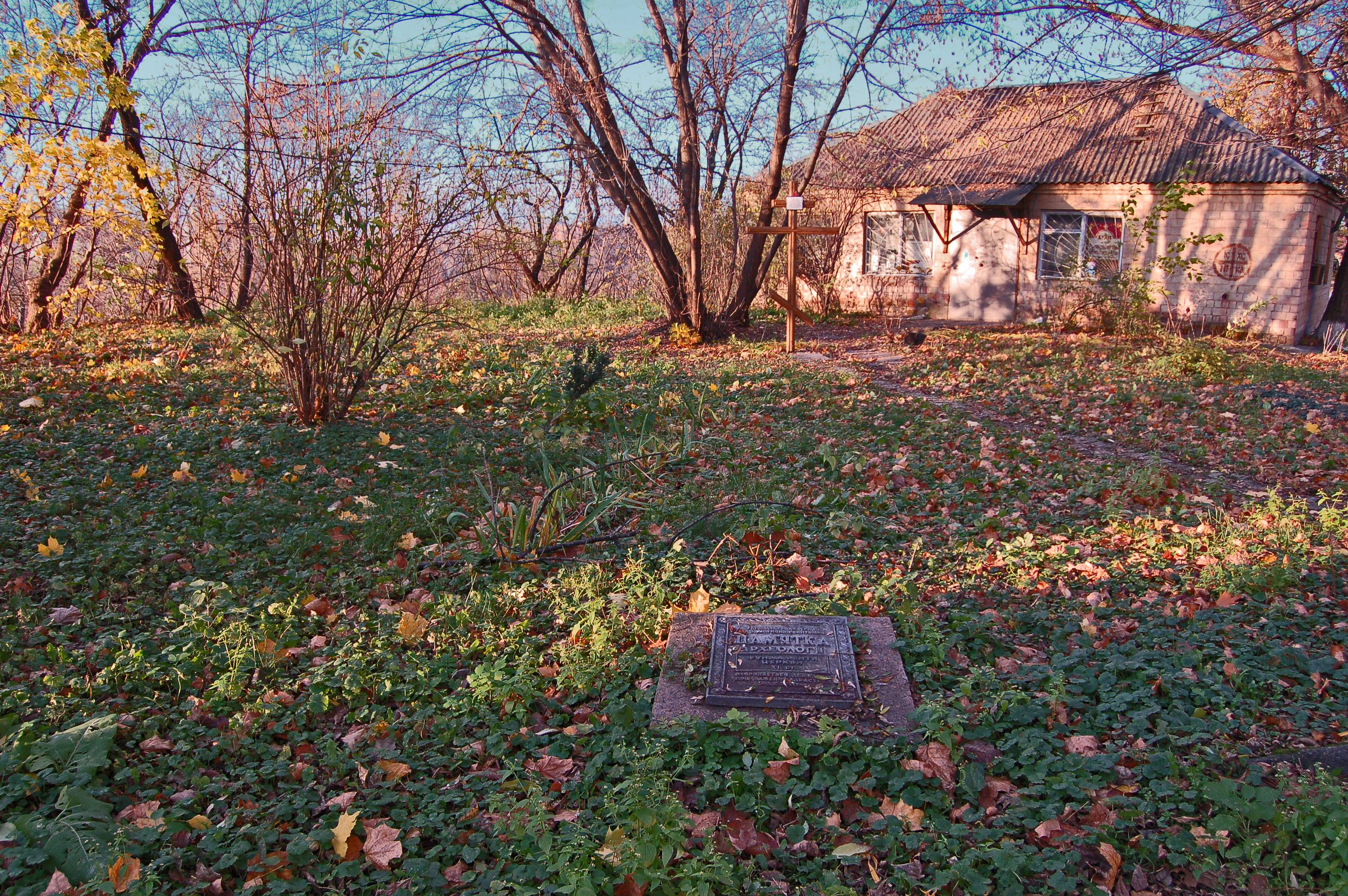
Памятная табличка на месте храма